# Vladimir Nazlymov
Vladimir Nazlymov (* 1. listopadu 1945 Machačkala, Sovětský svaz) je bývalý sovětský a ruský sportovní šermíř původem z Dagestánu, který se specializoval na šerm šavlí.
Sovětský svaz reprezentoval v šedesátých a sedmdesátých letech. Zastupoval moskevskou šermířskou školu, která spadala pod Ruskou SFSR. Na olympijských hrách startoval v roce 1968, 1972, 1976 a 1980 v soutěži jednotlivců a družstev. V soutěži jednotlivců získal v roce 1972 bronzovou a v roce 1976 stříbrnou olympijskou medaili. V roce 1975 a 1979 získal titul mistra světa v soutěži jednotlivců. Se sovětským družstvem šavlistů vybojoval tři zlaté (1968, 1976, 1980) a jednu stříbrnou (1972) olympijskou medaili a s družstvem vybojoval osm titulů mistra světa v roce 1967, 1969, 1970, 1971, 1974, 1975, 1977 a 1979.